# Basketball-Ozeanienmeisterschaft 2001
Die Basketball-Ozeanienmeisterschaft 2001, die 15. Basketball-Ozeanienmeisterschaft, fand zwischen dem 21. und 23. September 2001 in Auckland, Wellington sowie Hamilton, Neuseeland statt, das zum zehnten Mal, zum dritten Mal in Folge, die Meisterschaft ausrichtete. Gewinner war der Gastgeber, der zum zweiten Mal in Folge den Titel erringen konnte. In der Serie konnte Australien mit 2:1 Siegen geschlagen werden. Es war das erste Mal in der Geschichte des Turniers, dass Australien in einer Best-of-Three Serie geschlagen werden konnte (1999 nahm die Mannschaft nicht am Turnier teil).
å

## Teilnehmende Mannschaften
Australien

 Neuseeland

## Modus
Gespielt wurde in Form einer Best-of-Three Serie. Die Mannschaft, die zuerst zwei Siege erringen konnte, wurde Basketball-Ozeanienmeister 2001.

## Ergebnisse
| 21. September 2001 14:00 |                                                        | Neuseeland | 85 – 78 | Australien |  |
| 21. September 2001 14:00 | Punkte pro Viertel: 28 : 15, 24 : 29, 15 : 24, 18 : 10 |            |         |            |  |
| 21. September 2001 14:00 |                                                        |            |         |            |  |
| 21. September 2001 14:00 |                                                        |            |         |            |  |

| 22. September 2001 19:00 |                                                                            | Australien | 81 – 79 | Neuseeland | Zuschauer: 2.400 |
| 22. September 2001 19:00 | Punkte pro Viertel: 18 : 18, 22 : 23, 15 : 19, 15 : 10. Overtime/s: 11 : 9 |            |         |            | Zuschauer: 2.400 |
| 22. September 2001 19:00 |                                                                            |            |         |            | Zuschauer: 2.400 |
| 22. September 2001 19:00 |                                                                            |            |         |            | Zuschauer: 2.400 |

| 23. September 2001 13:00 |                                                        | Australien | 78 – 89 | Neuseeland |  |
| 23. September 2001 13:00 | Punkte pro Viertel: 29 : 21, 22 : 24, 16 : 25, 11 : 19 |            |         |            |  |
| 23. September 2001 13:00 |                                                        |            |         |            |  |
| 23. September 2001 13:00 |                                                        |            |         |            |  |

| Neuseeland           |
| Meister Neuseeland   |
| Zweite Meisterschaft |

## Abschlussplatzierung
| Rang | Mannschaft |
| ---- | ---------- |
| 1    | Neuseeland |
| 2    | Australien |

Neuseeland qualifizierte sich durch den 2:1-Erfolg für die Basketball-Weltmeisterschaft 2002 in Indiana, Vereinigte Staaten von Amerika.